# Dasyuromyia lloydi
Dasyuromyia lloydi är en tvåvingeart som beskrevs av Blanchard 1947. Dasyuromyia lloydi ingår i släktet Dasyuromyia och familjen parasitflugor. Inga underarter finns listade i Catalogue of Life.